# Scott Michael Foster
Scott Michael Foster (* 4. března 1985, Winfield, Illinois, Spojené státy americké) je americký herec. Proslavil se rolí Cappieho v seriálu stanice ABC Family Greek a rolí Lea Hendrieho v seriálu Chasing Life. V roce 2015 hrál Wicka Briggse v telenovele ABC Blood & Oil.

## Životopis
Scott se narodil ve Winfieldu v Illinois. Později se jeho rodina přestěhovala do Highland Village v Texasu, kde se začal zajímat o herectví. Navštěvoval Briarhill Middle School a Edward S. Marcus High School, kde odmaturoval v roce 2003. Jeden semestr navštěvoval Collin College, ale brzo se rozhodl pro hereckou kariéru. Má dvě sestry. Hraje na kytaru a je členem kapely „Siren's Eye“. Jejich první EP „Red Room“ vydali 15. prosince 2009.

## Kariéra
Po několika reklamách se stal součástí filmového projektu nazvaného Quarterlife, kde hrál postavu Jeda. Průlom v jeho kariéře nastal s rodí Cappieho v seriálu stanice ABC Family Greek. V dubnu 2011 získal hostující roli v seriálu stanice NBC Famílie.
v roce 2014 získal roli v seriálu stanice ABC Family Chasing Life a roli Kristoffa v seriálu Bylo, nebylo. O rok později získal roli v telenovele stanice ABC Blood & Oil. Od roku 2017 hrál v seriálu Crazy Ex-Girlfriend.

## Filmografie

### Film
| Rok  | Název                      | Role             | Poznámky            |
| ---- | -------------------------- | ---------------- | ------------------- |
| 2005 | The Horrible Flowers       | Billy            |                     |
| 2009 | Teenage Dirtbag            | Thayer Mangeres  |                     |
| 2010 | Ashley's Ashes             | Kern             |                     |
| 2014 | Hrůzná minulost 2          | Meyer            |                     |
| 2015 | Must Feed and Water        | Alex             | krátkometrážní film |
| 2016 | My Dead Boyfriend          | Howard           |                     |
| 2018 | The Last Days of TJ Staggs | asistent         | krátkometrážní film |
| 2018 | Wake the Riderless Horse   | Jonathan         | krátkometrážní film |
| 2019 | Deb                        | Chet             | krátkometrážní film |
| —    | The Boy Behind the Door    | strážník Steward |                     |
| —    | 5 Years Apart              | Andrew           |                     |

### Televize
| Rok       | Název                             | Role                             | Poznámky                                                |
| --------- | --------------------------------- | -------------------------------- | ------------------------------------------------------- |
| 2007      | The Game                          | Brandon                          | díl: „Hit Me With Your Best Shot“                       |
| 2007      | Profesionálky                     | Milo Bishop                      | díl: „Blind Dates and Bleeding Hearts“                  |
| 2007–2011 | Greek                             | Captain John Paul „Cappie“ Jones | hlavní role, 74 dílů                                    |
| 2008      | Quarterlife                       | Jed Berlandv                     | vedlejší role, 3 díly                                   |
| 2011      | Famílie                           | Gary                             | 2 díly                                                  |
| 2011      | Zákon a pořádek: Los Angles       | Roger                            | díl: „Runyon kaňon“                                     |
| 2011      | Melissa a Joey                    | George Karpelos Jr.              | vedlejší role, 3 díly                                   |
| 2011      | Friends with Benefits             | Daniel                           | díl: „The Benefit of Friends“                           |
| 2012      | Californication                   | Tyler                            | vedlejší role, 10 dílů                                  |
| 2012      | Řeka                              | Jonas                            | díl: „A Better Man“                                     |
| 2012      | Closer                            | Luke                             | díl: „Nabitá atmosféra“                                 |
| 2013      | Nultá hodina                      | Arron Martin                     | hlavní role, 13 dílů                                    |
| 2014      | Chasing Life                      | Leo Hendrie                      | hlavní role, 10 dílů                                    |
| 2014      | Halt and Catch Fire - PC Rebelové | Hunt Whitmarsh                   | vedlejší role, 7 dílů                                   |
| 2014      | Bylo, nebylo                      | Kristoff                         | vedlejší role, 9 dílů                                   |
| 2015      | Blood & Oil                       | Wick Briggs                      | hlavní role, 10 dílů                                    |
| 2017–2019 | Crazy Ex-Girlfriend               | Nathaniel Plimpton III           | vedlejší role (2. řada), hlavní role (3. řada), 35 dílů |
| 2019      | In the Key of Love                | Jake                             | TV film                                                 |